# Beilschmiedia tarairi
Beilschmiedia tarairi (Maori: taraire) is een plantensoort uit de laurierfamilie (Lauraceae). Het is een groenblijvende boom met een zeer brede kroon, die een groeihoogte kan bereiken tot 22 meter. De grote bladeren zijn leerachtig en hebben een ovale vorm. Onderaan is het blad zilverachtig en de randen zijn gebogen. De twijgen en jonge bladeren zijn bedekt met een roodachtig dons. De bloemen zijn onopvallend, terwijl de donkerpaarse vrucht zeer groot en glanzend is.

## Verspreiding
De boom is endemisch op het Noordereiland van Nieuw-Zeeland. Hij groeit daar in laaglandbossen en lagere montane bossen in het noorden van de Nieuw-Zeelandse regio Auckland. De boom groeit op basaltrotsen en bodems. Hij groeit vooral in bossen met kauri (Agathis australis), pohutukawa (Metrosideros excelsa), tawapou (Pouteria costata) en puriri (Vitex lucens).

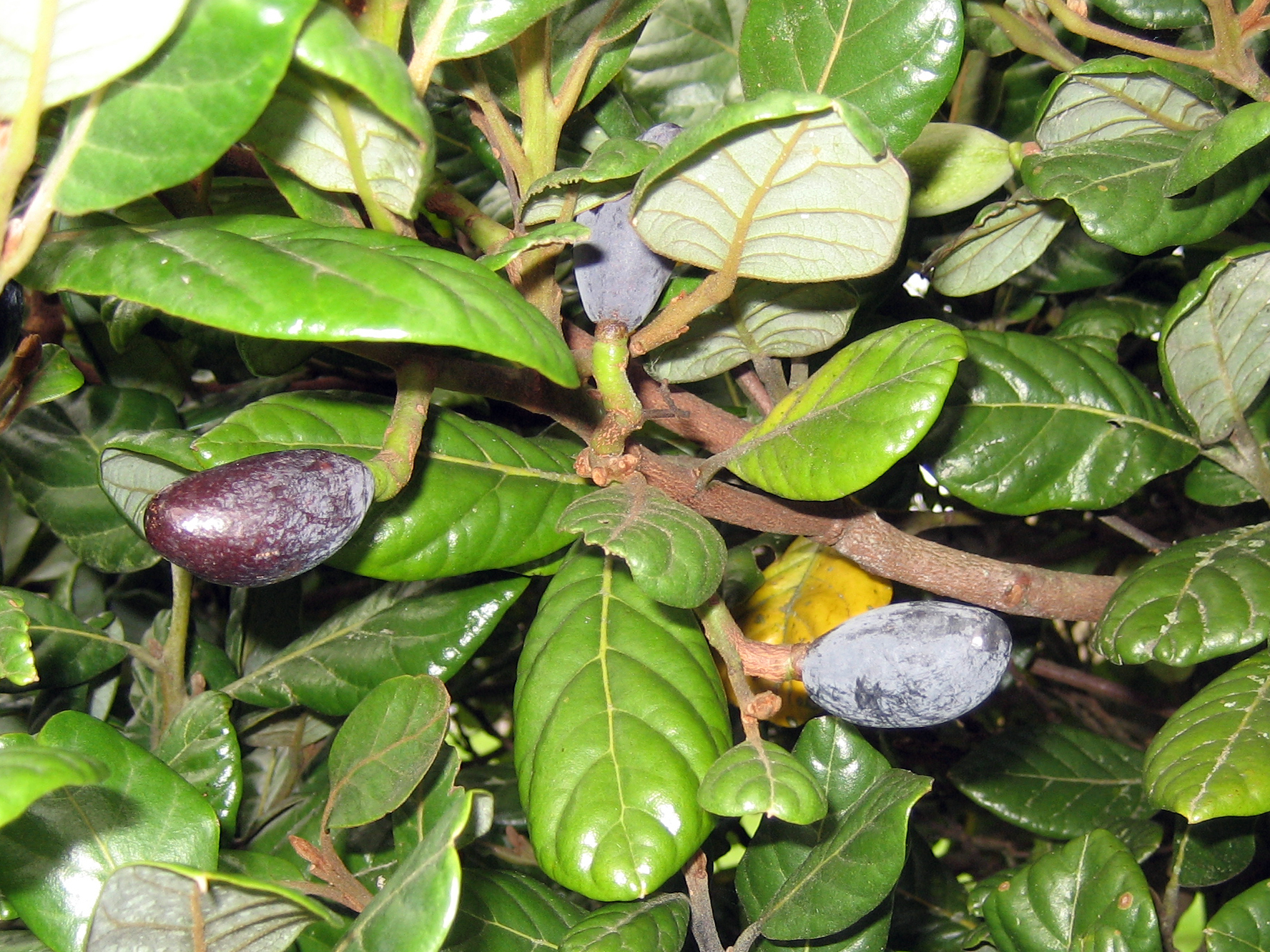
Vruchten